# Ramón Armengod
Ramón Armengod (Veracruz, México; 10 de octubre de 1909 – Chilpancingo, Guerrero, México; 31 de octubre de 1976), fue un famoso cantante y actor mexicano, en su tiempo conocido como El Chansonnier de moda, mote que le fue dado por el locutor Pedro de Lille.

## Biografía
Ramón Armengod nace en el puerto de Veracruz el 10 de octubre de 1909, hijo de padres españoles, y desde muy joven había mostrado una gran habilidad para una carrera musical, pero a fin de no disgustar a sus padres, trabaja como dependiente de una joyería. Sin embargo, a pesar de su esfuerzo, le fue imposible continuar en este trabajo y de nuevo volvió a la música. Cuando cumple 18 años de edad, Ramón hace su debut con la compañía de Margarita Carbajal en el Teatro Esperanza Iris, en la Ciudad de México, interpretando la parte de un joven caballero en las operetas; a la par encontró un lugar en las famosas estaciones XEB y XEW e incursiona en el cine, en dos de sus proyectos; - El águila y el nopal ( Miguel Contreras Torres,1929) y Más fuerte que el deber ( Raphael J. Sevilla,1930) -, donde se harían los primeros intentos de sincronizar imagen con el sonido de los discos en sistema Vitaphone. Su momento definitivo le llegó en 1935, cuando inicia en la XEW el programa "Melodías radiantes" y filma bajo la dirección de Fernando de Fuentes la película La familia Dressel, ambos eventos lo confirmaron como un artista de arraigo popular.
Hacia mediados de los años treinta, Armengod ya era una figura popular y hace amistad con varios aspirantes a estrellas como Tito Guízar, a quien recomendó hacer la película que lo haría inmensamente popular (Allá en el Rancho Grande (1936)), Jorge Negrete y Emilio Tuero, con quien forma el dueto "Par de ases". Es entonces que les proponen hacer una gira en Estados Unidos, pero debido a que la carrera de Tuero iba en ascenso en México, además de tener otros contratos, este desiste. Entonces Ramón le propone a Jorge Negrete que lo acompañe, este acepta y se presentan en Nueva York como "The Mexican Caballeros" para la cadena NBC. El dueto se desintegró en abril de 1937. Ramón regresa a México y Jorge intenta audicionar para formar parte del elenco del Metropolitan Opera House, pero no lo consigue. Posteriormente Ramón regresa a Nueva York en 1938, ya que ha sido contratado para aparecer como solista invitado con la Orquesta de Guy Lombardo para cantar en los programas de Lady Esther a través de NBC. También apareció como invitado con la Orquesta de Xavier Cugat en el Waldorf Astoria y tuvo una temporada en el Fefe’s Monte Carlo, uno de los más elegantes cabarets de sociedad y un año y medio después cantó en la Sala de Samba en el Polo Club Pegaso en Nueva Jersey. 
En México colocó en altos niveles de popularidad canciones como Prisionero del mar, Palabras de mujer, La última noche, Bonita, además de estrenar varias canciones de su paisano jarocho Agustín Lara, como Mujer. Paralelamente a su carrera de cantante filma películas exitosas, entre las que destacan: Hoy comienza la vida (1935), Un viejo amor (1938),Una luz en mi camino (1939), Viviré otra vez (1940), La liga de las canciones (1941), Noches de ronda (1943), Hotel de verano (1944) —cinta que marca el debut formal del gran Germán Valdés “Tin Tan”—, Palabras de mujer (1946), con Virginia Serret , Pervertida (1946) y Pecadora (1947), Puerto de Tentación (1951), las tres con Emilia Guiú, Negra consentida (1948), con Meche Barba,La santa del barrio (1948) y La última noche (1948), con Rosita Quintana, Pecado de ser pobre (1950), con Guillermina Green y Tito Junco, Víctimas del divorcio (1950), con Esther Fernández y Rodolfo Acosta, Música, mujeres y amor (1952), con Miroslava Stern, Cuando vuelvas a mí (1956), con Lilia del Valle e Infierno de almas (1960), con Christiane Martel.
A fines de los años cincuenta, teniendo aun fama, dinero y popularidad decide retirarse paulatinamente de la actividad artística. Regresa a actuar en un proyecto que él mismo produce y escribe: Bajo el imperio del hampa (1968) y en 1975 tiene una participación especial en el filme Mary, Mary, Bloody Mary.

## Muerte
En 1976 mientras se dirigía a Acapulco tiene un accidente automovilístico (causado aparentemente por un infarto cardíaco) en el que muere, a la altura de Chilpancingo, el 31 de octubre, pocas semanas después de cumplir 67 años y justo cuando empezaba a retomar su carrera artística.